# Pływanie synchroniczne na Letnich Igrzyskach Olimpijskich 2004
Pływanie synchroniczne na letnich igrzyskach olimpijskich w Atenach rozgrywane były na pływalni w Olympic Aquatic Centre. Na igrzyskach odbyły się dwie konkurencje: duet kobiet i zespół kobiet. Każdy kraj mógł wystawić jeden zespół.

## Medalistki
| Konkurencja:        | Złoto: | Rezultat | Srebro: | Rezultat | Brąz: | Rezultat |
| Duety (szczegóły)   | Anastasija Dawydowa Anastasija Jermakowa (RUS) | 99,334   | Miya Tachibana Miho Takeda (JPN)                                                                                                   | 98,417   | Alison Bartosik Anna Kozlova (USA) | 96,918   |
| Drużyny (szczegóły) | Rosja · Jelena Azarowa · Olga Brusnikina · Anastasija Dawydowa · Anastasija Jermakowa · Elwira Chasianowa · Marija Kisielowa · Olga Nowokszczenowa · Anna Szorina | 99,501   | Japonia · Michiyo Fujimaru · Saho Harada · Kanako Kitao · Emiko Suzuki · Miya Tachibana · Miho Takeda · Juri Tatsumi · Yoko Yoneda | 98,501   | Stany Zjednoczone · Alison Bartosik · Tamara Crow · Rebecca Jasontek · Anna Kozlova · Sara Lowe · Lauren McFall · Stephanie Nesbitt · Kendra Zanotto | 97,418   |

## Tabela medalowa
| Miejsce | Państwo           | Złoto | Srebro | Brąz | Razem |
| ------- | ----------------- | ----- | ------ | ---- | ----- |
| 1.      | Rosja             | 2     | 0      | 0    | 2     |
| 2.      | Japonia           | 0     | 2      | 0    | 2     |
| 3.      | Stany Zjednoczone | 0     | 0      | 2    | 2     |
|         | Razem             | 2     | 2      | 2    | 6     |